# لويس مارتينيز (سياسي)
لويس مارتينيز (بالإسبانية: Luis Martínez Noval)‏ (و. 1948 – 2013 م) هو سياسي، واقتصادي إسباني، ولد في بيلونيا، كان عضوًا في حزب العمال الاشتراكي الإسباني، ترشح في الانتخابات العمومية الإسبانية 1982 ‏، والانتخابات العمومية الإسبانية 1993 ‏، والانتخابات العمومية الإسبانية 1996 ‏، والانتخابات العامة الإسبانية 1989 ‏، والانتخابات العمومية الإسبانية 1986 ‏، والانتخابات العمومية الإسبانية 2000 ‏، توفي في أوفييدو، عن عمر يناهز 65 عاماً، بسبب سقوط.

## مناصب
تولى منصب عضو مجلس النواب الإسباني ‏ (28 مارس 2000–12 نوفمبر 2001)
- عضو مجلس النواب الإسباني  [لغات أخرى]‏ (20 مارس 1996–5 أبريل 2000)[3]
- عضو مجلس النواب الإسباني  [لغات أخرى]‏ (23 يونيو 1993–9 يناير 1996)[2]
- عضو مجلس النواب الإسباني  [لغات أخرى]‏ (13 نوفمبر 1989–13 أبريل 1993)[4]
- عضو مجلس النواب الإسباني  [لغات أخرى]‏ (14 يوليو 1986–21 نوفمبر 1989)[5]
- عضو مجلس النواب الإسباني  [لغات أخرى]‏ (11 نوفمبر 1982–15 يوليو 1986)[1]

.

## التعليم
تعلم في جامعة أوفييدو
.

## جوائز
حصل على جوائز منها:

الصليب الأعظم لنيشان كارلوس الثالث